# Annunciazione (Mochi)
L'Annunciazione è un gruppo scultoreo in marmo realizzato tra il 1603 ed il 1608 da Francesco Mochi, destinato al Duomo di Orvieto. L'importanza di quest'opera è duplice: da un lato si tratta di una rara rappresentazione dell'Annunciazione in chiave scultorea (specie con statue a tutto tondo); dall'altro queste due statue sono considerate la prima espressione del Barocco nella scultura. Attualmente sono conservate al Museo dell'Opera del Duomo di Orvieto.

## Storia
Lo scultore aretino Francesco Mochi produsse il gruppo scultoreo per conto della famiglia Farnese, in particolare del duca Mario Farnese, suo committente e protettore. L'opera era destinata alla parte sinistra del presbiterio della cattedrale di Santa Maria Assunta. I termini del contratto per la sua realizzazione sono noti grazie a quattro lettere, datate tra il 4 marzo e il 5 aprile 1603. Il 15 aprile Mochi si recò personalmente a Carrara per scegliere i blocchi di marmo da cui ricavare le due sculture, sebbene avesse ricevuto l'incarico soltanto per l'Angelo annunciante; ciononostante, non appena il materiale giunse ad Orvieto - il 27 agosto - cominciò a lavorare su entrambe.

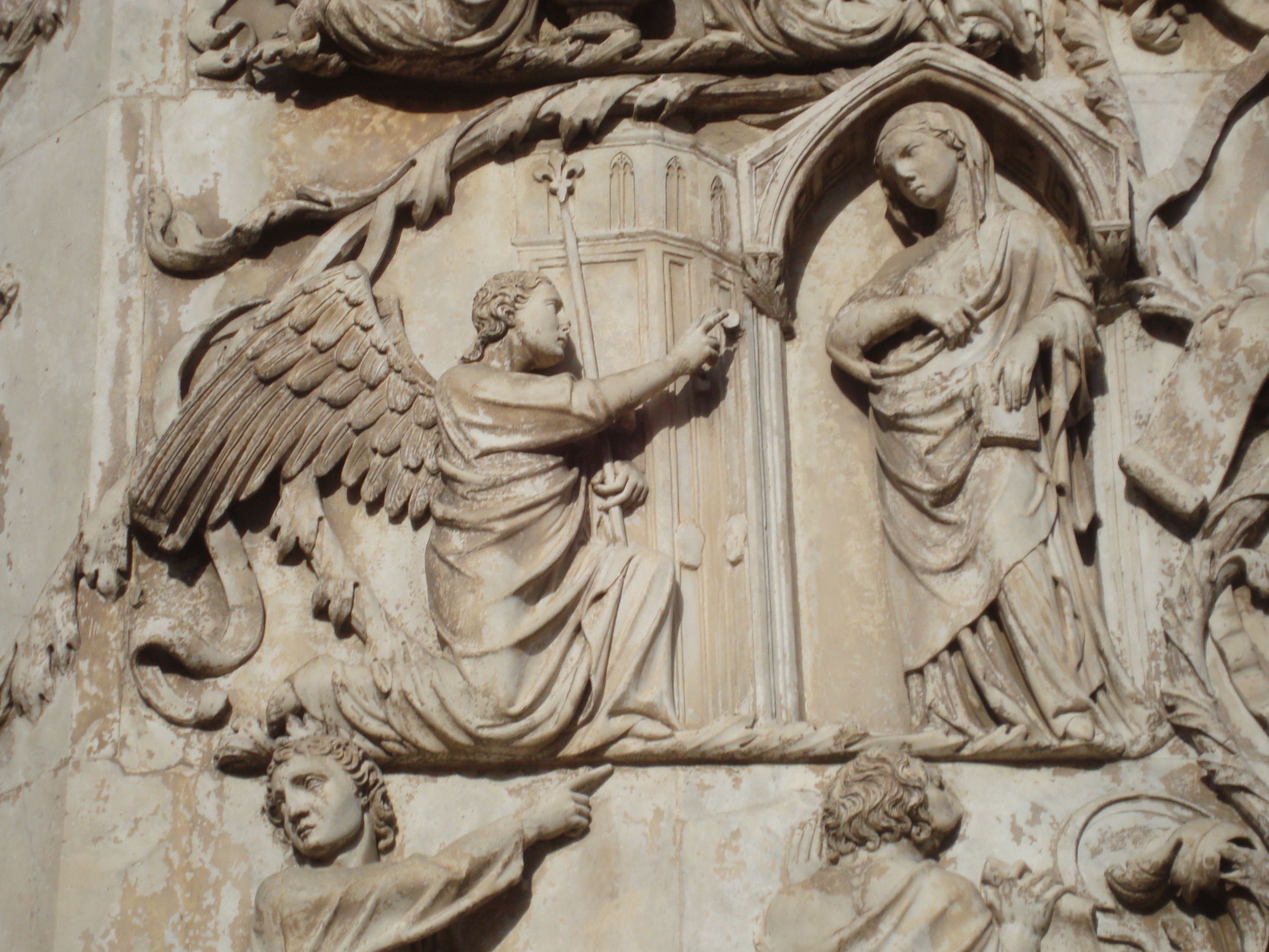
Il bassorilievo dellAnnunciazione di Lorenzo Maitani, opera realizzata intorno al 1310 e visibile sulla facciata del duomo.

Innovativo nell'approccio estetico, lo scultore decise di allontanarsi dalla rappresentazione tradizionale della scena evangelica, ossia quella tipica delle opere dei Primitivi e ripresa anche dai suoi contemporanei: un esempio di Annunciazione concepita secondo lo schema classico (e che avrebbe potuto essere un riferimento per il Mochi) è il bassorilievo visibile sulla facciata del duomo di Orvieto, opera di Lorenzo Maitani del 1310 circa. L'Angelo fu il primo ad essere portato a termine, tra il 1603 ed il 1605, in virtù della volontà del duca di valutare l'abilità del giovane Mochi; il 30 luglio 1605 l'opera era ultimata e lo scultore fu ricompensato per un totale di 600 scudi, divisi in mensilità da 15 scudi l'una. La statua fu collocata nel coro della cattedrale, mentre Mochi avrebbe preferito posizionarla sulla balaustra. Bozzetti della Vergine erano riprodotti quasi in maniera parallela all'Angelo, prevalentemente tra il 1605 e il 1608. L'opera tuttavia gli fu commissionata formalmente soltanto nel gennaio 1608, per un pagamento di 525 scudi: la somma minore è giustificata dal fatto che, all'epoca, questo secondo soggetto si ritenne meno difficile da scolpire rispetto al primo.
Il gruppo, dopo essere stato collocato al di fuori della cattedrale per più di due secoli, fu riposizionato vicino all'altare nel 1856, per volere di Papa Pio IX, che ne volle anche il restauro nel 1880; per sedici anni fu questa la sua collocazione, finché non venne trasferito a Palazzo Soliano nel 1896.
Quest'opera, che costituisce uno dei capolavori di Mochi e che permette di osservare forti elementi di rottura e novità nelle due sculture (questi ultimi poi visibili nell'unica statua di Santa Veronica, conservata nella Basilica di San Pietro in Vaticano), è considerata una tappa essenziale per la nascita della scultura barocca, della quale Mochi è tra gli iniziatori: infatti, lo scultore avrà una notevole influenza su Gian Lorenzo Bernini, che frequentò successivamente a Roma.

## Descrizione
Il gruppo è costituito da due distinte statue, in marmo di Carrara, una rappresentante l'Annunciata, visibilmente sorpresa per la visita dell'arcangelo Gabriele - soggetto dell'altra statua - in volo, che discende dal cielo e annuncia a Maria il suo concepimento del figlio di Dio. L'angelo, la cui geometria traccia una diagonale che discende da destra a sinistra, è avvolto nel tessuto in un spirale vorticosa esteticamente e tecnicamente degna di nota. In passato, la figura teneva nella mano destra un giglio, poi staccatosi (così come la punta del suo dito indice). L'espressività della scultura è particolarmente marcata, sia nel movimento generale sia nel viso dell'arcangelo, dove si mescolano dolcezza e un ghigno quasi deforme, sardonico. La Vergine Annunciata è colta dallo stupore e si irrigidisce, alzatasi bruscamente dalla sedia, a sua volta trattenuta con una mano dal cadere, mentre con l'altra Maria si copre con un mantello.
La differenza nelle dimensioni delle due opere implica necessariamente una peculiare disposizione nello spazio, che privilegia in altezza l'angelo in volo e lo sfalsa leggermente, in modo da restituire prospettiva, scala di grandezza e proporzioni. Questo effetto aggiunge un valore cinetico e teatrale rilevante al gruppo, che comunque resta costituito di due elementi differenti. L'opposizione tra le due sculture è profonda, con l'Angelo caratterizzato da complessità tecnica e movimento aereo, ispirato secondo taluni al Mercurio volante del Giambologna, e dall'altro lato una Vergine compatta, dalle forme generose e segnata da una sottile caratterizzazione psicologica, che ricorda le antiche statue spartane.

## Galleria d'immagini

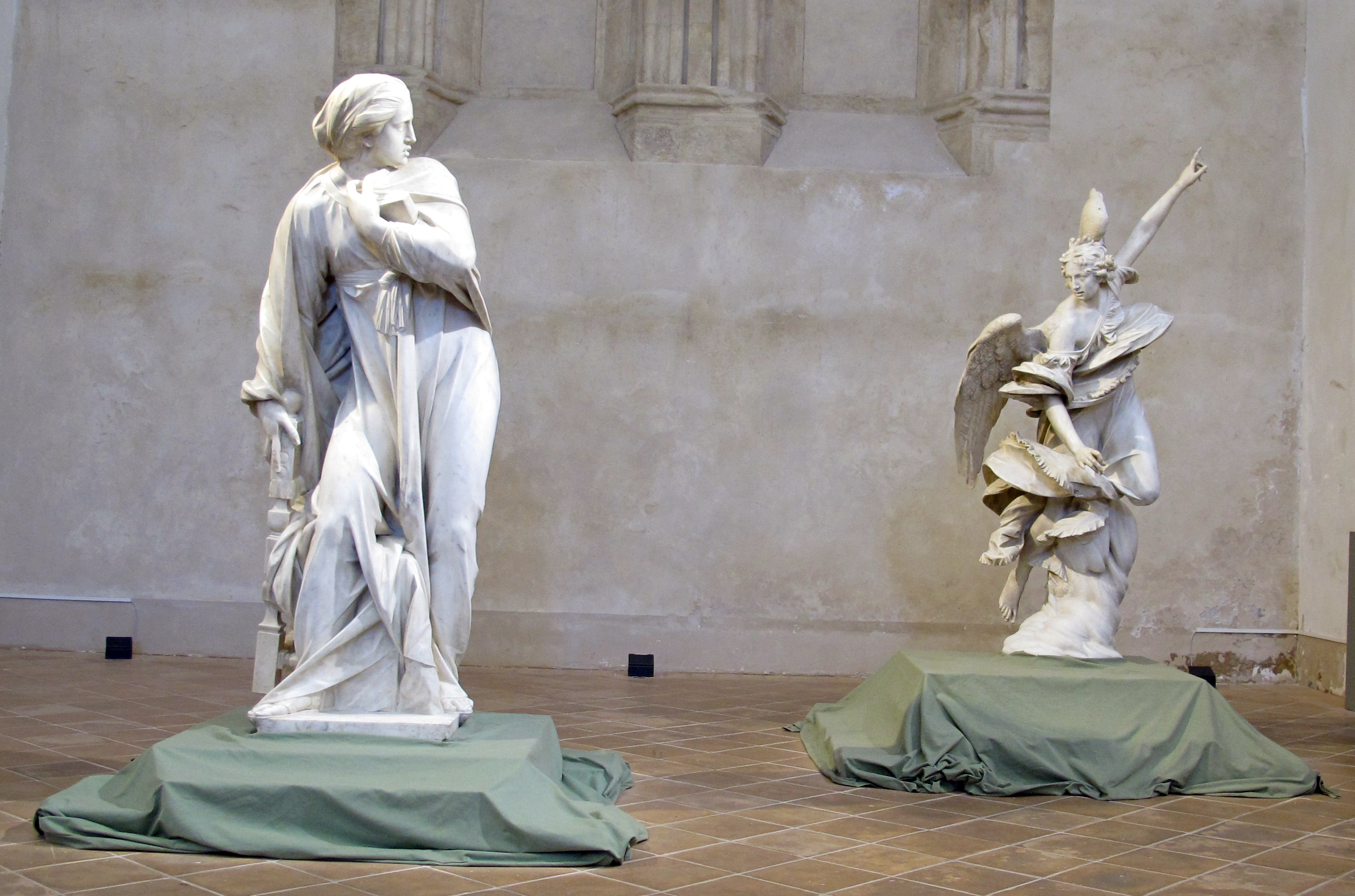
Veduta d'insieme.
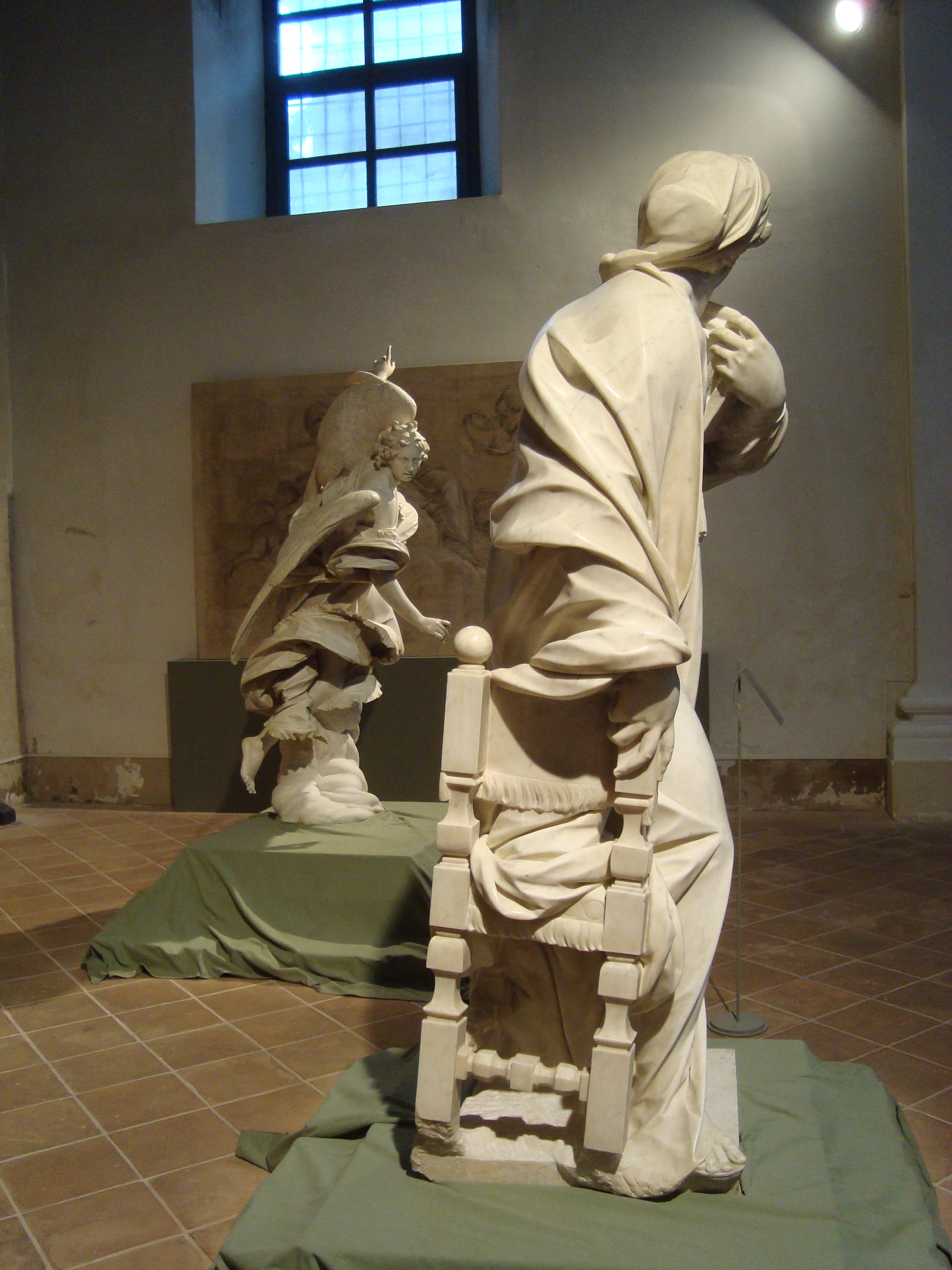
Veduta laterale. È visibile il dettaglio della sedia traballante.
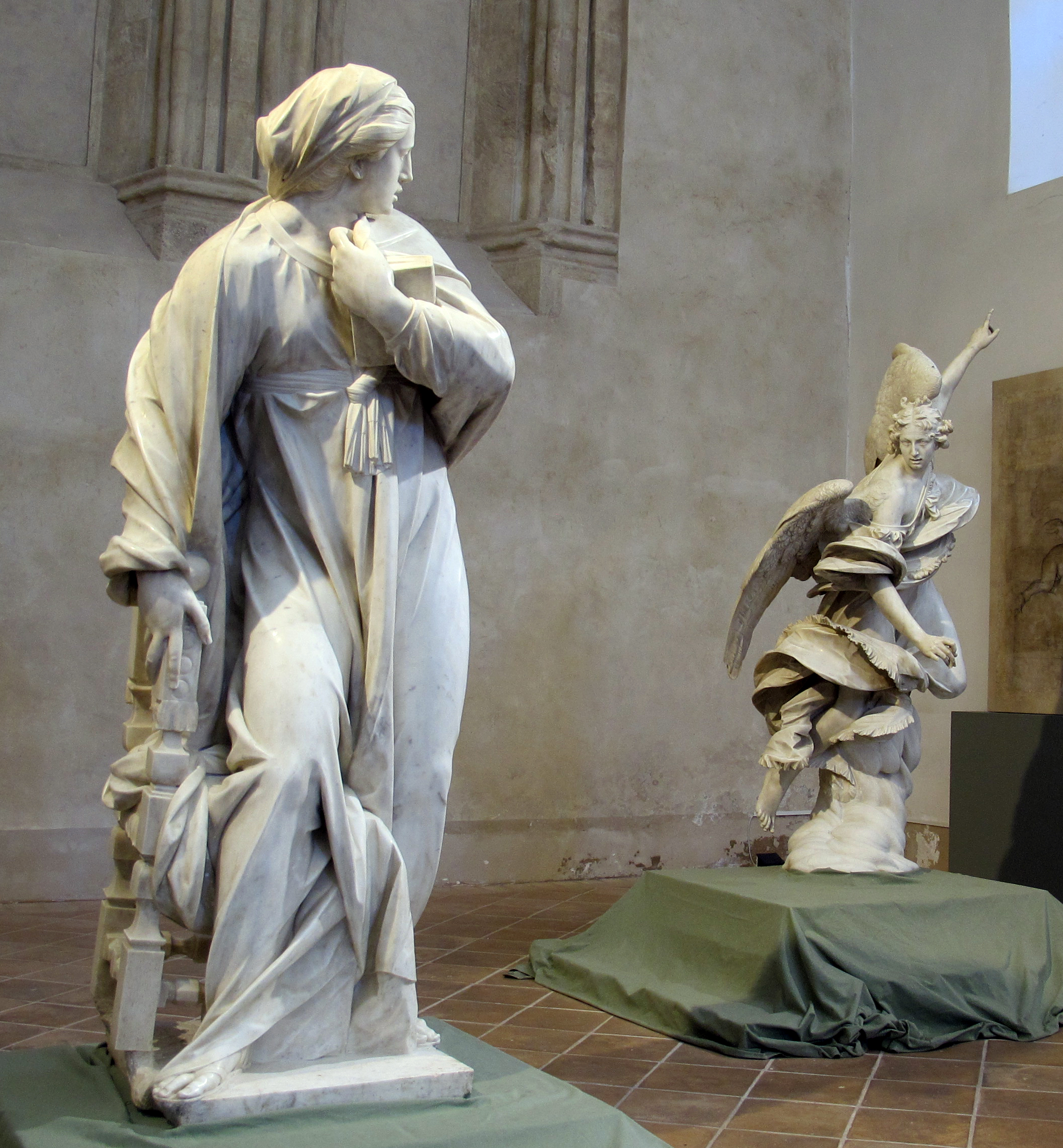
Altra veduta.